# Fotbal la Jocurile Olimpice de vară din 2012
Probele sportive de fotbal la Jocurile Olimpice de vară din 2012 se desfășoară în Londra și în alte câteva orașe din Marea Britanie în perioada 25 iulie - 11 august 2012. Finalele vor fi jucate pe stadionul Wembley. Competiția este formată din echipa feminine și masculine de U-23. Fiecare echipă are voie să conțină cel mult trei jucători ce au depășit vârsta de 23 de ani.

## Locațiile desfășurării probelor
Pentru partidele de vară de la JO de vară 2012 sunt pregătite 6 stadioane de fotbal.
- Stadionul Wembley, Londra - capacitate 90.000 spectatori
- Old Trafford, Manchester - capacitate 76.212 spectatori
- Stadionul Millenium, Cardiff - capacitate 74.500 spectatori
- Parcul Sf. James, Newcastle - capacitate 52.387 spectatori
- Parcul Hampden, Glasgow - capacitate 52.103 spectatori
- Arena Ricoh, Coventry - capacitate 32.609 spectatori

## Competiția
În total, au fost prezente 16 echipe masculine și 12 echipe feminine, cu un total de 504 sportivi (288 bărbați, 216 femei). Au fost utilizate stadioane din 6 orașe aflate în Marea Britanie: Londra, Manchester, Cardiff, Newcastle, Glasgow și Coventry. În timpul celei de-a XXX-a ediție a jocurilor olimpice de la Londra au fost folosite aproximativ 2.400 de mingi de fotbal. În prezent, recordul de medalii de aur îl deține Ungaria (având 3 medalii de aur).
| P | Faza grupelor | ¼ | Sferturi | ½ | Semifinală | f | Finala mică | F | Finală |

| Dată →   | 25 | 26 | 27 | 28 | 29 | 30 | 31 | 1 | 2 | 3 | 4 | 5 | 6 | 7 | 8 | 9     | 10 | 11 |
| -------- | -- | -- | -- | -- | -- | -- | -- | - | - | - | - | - | - | - | - | ----- | -- | -- |
| Masculin |    | P  |    |    | P  |    |    | P |   |   | ¼ |   |   | ½ |   |       | f  | F  |
| Feminin  | P  |    |    | P  |    |    | P  |   |   | ¼ |   |   | ½ |   |   | f / F |    |    |

## Turneul masculin
| Group A                                                    | Group B                                   | Group C                                      | Group D                               |
| ---------------------------------------------------------- | ----------------------------------------- | -------------------------------------------- | ------------------------------------- |
| - Regatul Unit - Senegal - Emiratele Arabe Unite - Uruguay | - Mexic - Coreea de Sud - Gabon - Elveția | - Brazilia - Egipt - Belarus - Noua Zeelandă | - Spania - Japonia - Honduras - Maroc |

## Turneul feminin
| Group E                                              | Group F                                     | Group G                                                           |
| ---------------------------------------------------- | ------------------------------------------- | ----------------------------------------------------------------- |
| - Regatul Unit - Noua Zeelandă - Cambodia - Brazilia | - Japonia - Canada - Suedia - Africa de Sud | - Statele Unite ale Americii - Franța - Columbia - Coreea de Nord |

## Medaliați
| Probă    | Aur | Argint | Bronz |
| Masculin | Mexic José Corona (captain) Israel Jiménez Carlos Salcido Hiram Mier Dárvin Chávez Héctor Herrera Javier Cortés Marco Fabián Oribe Peralta Giovani dos Santos Javier Aquino Raúl Jiménez Diego Reyes Jorge Enríquez Néstor Vidrio Miguel Ponce Néstor Araujo José Antonio Rodríguez              | Brazilia Gabriel Rafael Thiago Silva (captain) Juan Jesus Sandro Marcelo Lucas Rômulo Leandro Damião Oscar Neymar Hulk Bruno Uvini Danilo Alex Sandro Ganso Alexandre Pato Neto                                                                                       | Coreea de Sud Jung Sung-Ryong Oh Jae-Suk Yun Suk-Young Kim Young-Gwon Kim Kee-Hee Ki Sung-Yueng Kim Bo-Kyung Baek Sung-Dong Ji Dong-Won Park Chu-Young Nam Tae-Hee Hwang Seok-Ho Koo Ja-Cheol (captain) Kim Chang-Soo Park Jong-Woo Jung Woo-Young Kim Hyun-Sung Lee Beom-Young                     |
| Feminin  | Statele Unite ale Americii Hope Solo Heather Mitts Christie Rampone (captain) Becky Sauerbrunn Kelley O'Hara Amy LePeilbet Shannon Boxx Amy Rodriguez Heather O'Reilly Carli Lloyd Sydney Leroux Lauren Cheney Alex Morgan Abby Wambach Megan Rapinoe Rachel Buehler Tobin Heath Nicole Barnhart | Japonia Miho Fukumoto Yukari Kinga Azusa Iwashimizu Saki Kumagai Aya Sameshima Mizuho Sakaguchi Kozue Ando Aya Miyama (captain) Nahomi Kawasumi Homare Sawa Shinobu Ohno Kyoko Yano Karina Maruyama Asuna Tanaka Megumi Takase Mana Iwabuchi Yūki Ōgimi Ayumi Kaihori | Canada Karina LeBlanc Chelsea Stewart Carmelina Moscato Robyn Gayle Kaylyn Kyle Rhian Wilkinson Diana Matheson Candace Chapman Lauren Sesselmann Desiree Scott Christine Sinclair (captain) Sophie Schmidt Melissa Tancredi Kelly Parker Jonelle Filigno Brittany Timko Erin McLeod Marie-Eve Nault |